# Reinraumtauglichkeit
Reinraumtauglichkeit beschreibt die Eignung einer Anlage, eines Betriebsmittels, eines Werkstoffs etc. für den Einsatz in Räumen, deren Luftreinheit und andere Parameter anhand von technischen Regeln beurteilt wird nach DIN EN ISO 14644-1 (vgl. Reinraum).
Die Reinraumtauglichkeit ist ein Teilbereich der Reinheitstauglichkeit und beschreibt im Wesentlichen das Partikelemissionsverhalten einer Anlage bzw. eines Betriebsmittels (Prüfling).
Ziel der Reinraumtauglichkeitsuntersuchungen ist es, die Eignung von Anlagen und Betriebsmitteln für den Einsatz in Reinräumen festzustellen. Die Untersuchung muss messtechnisch erfolgen, da das Partikelemissionsverhalten nicht im ausreichenden Maße durch Sichtprüfung oder Ähnliches bestimmt werden kann. Offensichtlich relevante Mängel an Anlagen und Betriebsmitteln, wie zum Beispiel Rost, poröse oder vollkommen ungeeignete Werkstoffe (Holz etc.), erübrigen eine messtechnische Untersuchung, da diese als ungeeignet anzusehen sind.
Die messtechnische Bestimmung der Reinraumtauglichkeit einer Anlage oder eines Betriebsmittels erfolgt in einem Reinraum, um die Partikelemission eines Prüflings diesem eindeutig zuordnen zu können. Dabei muss der Testreinraum mindestens eine Reinraumklasse besser sein als die angestrebte Eignung des Prüflings, da die messbaren Partikel dem Prüfling sonst nicht zugeordnet werden können. Ausnahme ist hier der Nachweis der Tauglichkeit für Klasse 1 nach DIN EN ISO 14644-1: Dieser kann in Klasse 1 erfolgen, da keine höherwertige Reinraumklasse definiert ist. Die Bauform des Testreinraums muss turbulenzarm (häufig in diesem Zusammenhang als „laminar“ bezeichnet) sein, damit sowohl hohe Luftreinheitsklassen nachgewiesen werden können als auch eine räumliche Zuordnung der Partikelquellen erfolgen kann.
Als Messgeräte werden so genannte optische Partikelzähler verwendet, damit sind partikuläre Kontaminationen in Bezug auf deren geometrische Größe, Anzahl, Verteilung und hinsichtlich zeitlicher Verläufe sowie räumlich eindeutig bestimmbar.
Durchführung:
1. Einschleusen des Prüflings in den Testreinraum
2. Abreinigung des Prüflings (Vermeidung verschleppter Kontaminationen)
3. Aufbau der Anlage im Reinraum
4. Festlegung der Prüfparameter
5. Einlaufphase (warm-up) über 24 h (Vermeidung von Anfangserscheinungen)
6. Grob- und Feinlokalisierung der Partikelquellen
7. Klassifizierungsmessungen
8. Statistische Auswertung der Ergebnisse
9. Einordnung der Ergebnisse zur Eignung in diskreten Luftreinheitsklassen (DIN EN ISO 14644-1)

Je nach Größe und Komplexität des Prüflings ergibt sich eine Anzahl von repräsentativen Messpunkten für die Klassifizierungsmessung. Der schlechteste Messpunkt ist das Maß für die Eignung des gesamten Prüflings. Diese „Worst Case“-Betrachtung führt zur Minimierung von Kontaminationsrisiken in der reinen Produktion.
Die Reinraumtauglichkeit von Werkstoffen beschreibt deren Partikelemissionsverhalten. Die Partikelemission von Werkstoffen ist jedoch nur unter Belastung feststellbar, daher haben sich Modellversuche von Werkstoffpaarungen als sinnvoll erwiesen, die zu reproduzierbaren und vergleichbaren Ergebnissen führen. Die Bestimmung des Partikelemissionsverhaltens muss unter den Bedingungen wie für Anlagen und Betriebsmittel erfolgen, als Messtechnik werden ebenfalls optische Partikelzähler eingesetzt.

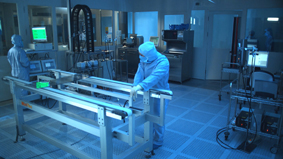
Reinraumtauglichkeitsuntersuchungen im Reinraum ISO Klasse 1 (Fraunhofer IPA)
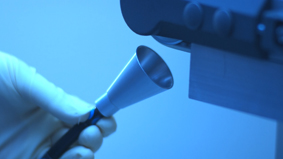
Messsonde
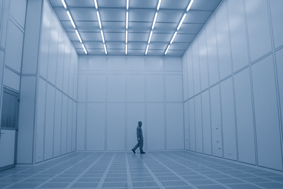
Schwerlastreinraum